# Balkány

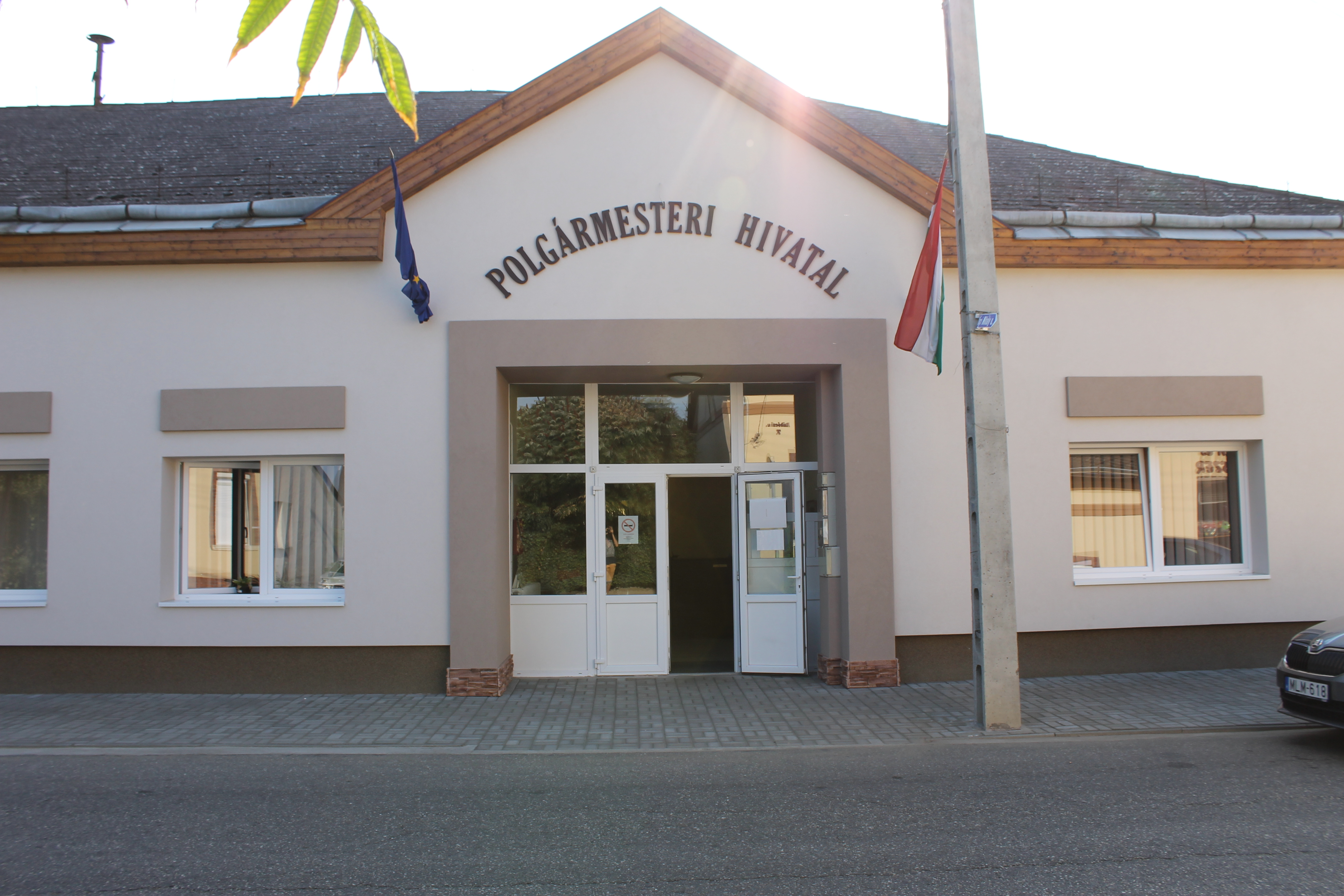
Stadshuset i Balkány.

Balkány är en stad och kommun i distriktet Nagykálló i provinsen Szabolcs-Szatmár-Bereg i östra Ungern. Kommunen har 5 840 invånare (2024), på en yta av 90,01 km².